# Kabupaten de Kupang
Le kabupaten de Kupang, en indonésien Kabupaten Kupang, est un kabupaten de la province des petites îles de la Sonde orientales en Indonésie. Son chef-lieu est Kupang.

## Géographie

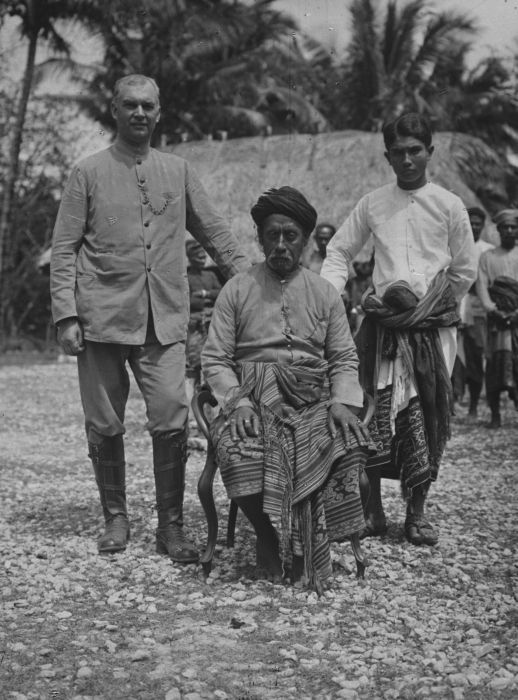
Le prince Isaac Koroh d'Amarasi en 1921

Il est composé d'une partie de l'île de Timor et de l'île de Semau.

## Divisions administratives
Il est divisé en 24 kecamatans :
- Semau
- Semau Selatan
- Kupang Barat
- Nekamese
- Kupang Tengah
- Taebenu
- Amarasi
- Amarasi Barat
- Amarasi Selatan
- Amarasi Timur
- Kupang Timur
- Amabi Oefeto Timur
- Amabi Oefeto
- Sulamu
- Fatuleu
- Fatuleu Barat
- Fatuleu Tengah
- Takari
- Amfoang Selatan
- Amfoang Barat Daya
- Amfoang Barat Laut
- Amfoang Utara
- Amfoang Timur
- Amfoang Tengah